# Greenwood (Missouri)
Greenwood è un comune degli Stati Uniti d'America, situato nello Stato del Missouri, diviso tra la contea di Jackson e la contea di Cass.